# Visul (Rousseau)
Visul (în franceză Le Rêve, cunoscută și ca Le Song sau Rêve exotique) este o pictură în ulei de mari dimensiuni pe pânză realizată de Henri Rousseau în 1910, una dintre cele peste 25 de picturi ale lui Rousseau care au tema junglei. Ultima sa lucrare completă a fost expusă la Salon des Indépendants⁠(d) din 18 martie până în 1 mai 1910, cu câteva luni înainte de moartea sa pe 2 septembrie 1910. Primele lucrări ale lui Rousseau au fost primite negativ, dar poetul și criticul Guillaume Apollinaire a remarcat la începutul său: „Pictura radiază a frumusețe, ceea ce este indiscutabil. Cred că nimeni nu va râde anul ăsta.”.
Visul este una cea mai mare pictură pe tema junglei, având o dimensiune de 6' 8½" × 9' 9½" (204.5 × 298.5 cm). Prezintă un portret aproape suprarealist al Yadwighei (Jadwiga), amanta poloneză a lui Rousseau din tinerețe, stând întinsă goală pe un divan în stânga picturii, privind la un peisaj cu frunziș luxuriant al junglei, care cuprinde flori de lotus și animale, printre care păsări, maimuțe, un elefant, un leu și o leoaică, și un șarpe. Formele stilizate ale plantelor din junglă sunt bazate pe observațiile lui Rousseau la Muzeul de Istorie Naturală din Paris și ale sale Jardin des Plantes. Brațul gol nud se întinde către lei și un îmblânzitor negru de șerpi care se uită la privitor, cântând la flaut, abia vizibil în întunericul junglei sub lumina slabă a lunii pline. Un șarpe cu burta roz se târăște prin lăstari, forma sa sinuoasă reflectând formele de pe șoldurile și piciorul femeii. 
Bănuind că unii privitori n-au înțeles pictura, Rousseau a scris un poem ca s-o însoțească, Inscription pour Le Rêve:
| Yadwigha dans un beau rêve S'étant endormie doucement Entendait les sons d'une musette Dont jouait un charmeur bien pensant. Pendant que la lune reflète Sur les fleuves [or fleurs], les arbres verdoyants, Les fauves serpents prêtent l'oreille Aux airs gais de l'instrument. | Yadwigha într-un vis frumos Căzând alene într-un somn dulce Auzi sunetele unui cimpoi⁠(d) Cântate de un îmblânzitor devotat. În timp ce luna se reflecta În râuri [sau flori], pomii verzi, Șerpii sălbatici ascultau Melodiile vesele ale instrumentului. |

Un posibil înțeles al picturii, dat de Rousseau într-o scrisoare către criticul de artă André Dupont⁠(d), este că înfățișează o femeie care stă întinsă pe spate pe o canapea din Paris, visând că ascultă un flautist cântând în junglă.
Tema nudului întins provine dintr-o tradiție clasică, de la Venus din Urbino⁠(d) a lui Titian din 1538 la Olympia lui Manet din 1863. Rousseau se poate să se fi inspirat din romanul lui Emile Zola, Le Rêve⁠(d), care vorbește despre iubirea dintre un pictor și o brodereasă. În timp ce pictează Visul, Rousseau avea o relație amoroasă cu o vânzătoare, Leonie.
Dealerul de artă francez Ambroise Vollard⁠(d) a cumpărat pictura de la Rousseau în februarie 1910. A fost vândută prin Galeriile Knoedler din New York producătorului de îmbrăcăminte și colecționarului de artă Sidney Janis⁠(d) în ianuarie 1934. Janis a vândut pictura lui Nelson A. Rockefeller în 1954, care a donat-o Muzeului de Artă Modernă, New York pentru a marca aniversarea de 25 de ani a Muzeului. A rămas la vedere la MoMA.